# Mistrzostwa świata do lat 18 w hokeju na lodzie mężczyzn 2023 (elita)
24. Mistrzostwa świata do lat 18 w hokeju na lodzie mężczyzn Elity 2023 zorganizowane zostały w szwajcarskich miastach Bazylei i Porrentruy. Rozegranie turnieju nastąpiło w dniach od 20–30 kwietnia 2023. Po raz trzeci mistrzostwa zostały rozegrane w Szwajcarii.

## Organizacja
Lodowiska
| Raiffeisen Arena Pojemność: 4 671 | St. Jakob Arena Pojemność: 6 700 |
| --------------------------------- | -------------------------------- |
|                                   |                                  |
| Szwajcaria – Porrentruy           | Szwajcaria – Bazylea             |

W tej części mistrzostw uczestniczyło 10 najlepszych drużyn do lat 18 na świecie. System rozgrywania meczów był inny niż w niższych dywizjach. Najpierw drużyny rozgrywały mecze w fazie grupowej (2 grupy po 5 zespołów), systemem każdy z każdym. Po raz pierwszy w tych rozgrywkach zmieniono sposób kwalifikacji do fazy pucharowej. Pierwsze cztery zespoły w fazie grupowej awansowały do ćwierćfinałów. Zmianie uległa również formuła wyłonienia drużyny, która spada do pierwszej dywizji. Najsłabsza drużyna każdej z grup grała w fazie play-out do dwóch zwycięstw. Drużyna, która dwukrotnie przegrała spadła do niższej dywizji.

## Sędziowie
IIHF wyznaczyło 12 głównych arbitrów oraz 10 liniowych. Oto lista wybranych
| Sędziowie główni: - Geoffrey Barcelo - Nolan Bloyer - Riku Brander - Dominic Cadieux - Daniel Eriksson - Micha Hebeisen - Martin Jobbágy - Adam Kika - Lukas Kohlmüller - Christian Ofner - Luděk Pilný - Loic Ruprecht | Liniowi - Nicolas Boivin - Emil Dalsgaard - Oto Durmis - Shane Gustafson - Niko Jusi - Markus Merk - Tobias Nordlander - Lukáš Rampír - Simon Riecken - Dominik Schlegel |

## Faza grupowa
Grupa A
| 20 kwietnia 2023 | Kanada | 0:8 | Szwecja | Raiffeisen Arena, Porrentruy |

| Szczegóły      | Szczegóły   | Szczegóły       | Szczegóły | Szczegóły                                                                                               |
| -------------- | ----------- | --------------- | --- | --- |
| Godzina: 14:30 |             | (0:5, 0:1, 0:2) | 03:33 (EQ) O. Stenberg 04:53 (EQ) N. Nordh 10:43 (EQ) N. Dower Nilsson 12:51 (EQ) A. Sandin Pellikka 13:28 (EQ/EA) A. Wahlberg 25:32 (PP) Z. Forsfjäll 41:44 (PP2) O. Stenberg 56:08 (EQ) F. Unger Sörum | Widzów: 1998 Sędzia główny: Adam Kika Lukas Kohlmüller Sędziowie liniowi: Lukáš Rampír Dominik Schlegel |
| Godzina: 14:30 | 60 min. kar |                 | 6 min. kar | Widzów: 1998 Sędzia główny: Adam Kika Lukas Kohlmüller Sędziowie liniowi: Lukáš Rampír Dominik Schlegel |

| 20 kwietnia 2023 | Czechy | 2:3 pk. | Słowacja | Raiffeisen Arena, Porrentruy |

| Szczegóły      | Szczegóły                              | Szczegóły                 | Szczegóły                                                     | Szczegóły                                                                                                 |
| -------------- | -------------------------------------- | ------------------------- | ------------------------------------------------------------- | --- |
| Godzina: 18:30 | A. Csabi (EQ) 37:38 E. Šalé (EQ) 39:26 | (0:1, 2:1, 0:0, 0:0, 0:1) | 10:24 (PP) A. Cedzo 23:35 (EQ) A. Cedzo 65:00 (GWG) D. Jenčko | Widzów: 1193 Sędzia główny: Micha Hebeisen Loic Ruprecht Sędziowie liniowi: Shane Gustafson Simon Riecken |
| Godzina: 18:30 | 37 min. kar                            |                           | 2 min. kar                                                    | Widzów: 1193 Sędzia główny: Micha Hebeisen Loic Ruprecht Sędziowie liniowi: Shane Gustafson Simon Riecken |

| 21 kwietnia 2023 | Kanada | 8:0 | Niemcy | Raiffeisen Arena, Porrentruy |

| Szczegóły      | Szczegóły | Szczegóły       | Szczegóły   | Szczegóły                                                                                             |
| -------------- | --- | --------------- | ----------- | --- |
| Godzina: 14:30 | N. Lardis (PP) 15:06 M. Wood (PP) 16:45 L. Dragicevic (PP) 30:39 P. Martone (EQ) 31:59 M. Wood (EQ) 35:00 C. Ritchie (EQ) 46:30 N. Lardis (EQ) 55:05 N. Lardis (PP) 58:55 | (2:0, 3:0, 3:0) |             | Widzów: 968 Sędzia główny: Martin Jobbágy Christian Ofner Sędziowie liniowi: Emil Dalsgaard Niko Jusi |
| Godzina: 14:30 | 6 min. kar |                 | 39 min. kar | Widzów: 968 Sędzia główny: Martin Jobbágy Christian Ofner Sędziowie liniowi: Emil Dalsgaard Niko Jusi |

| 21 kwietnia 2023 | Słowacja | 3:5 | Szwecja | Raiffeisen Arena, Porrentruy |

| Szczegóły      | Szczegóły                                                            | Szczegóły       | Szczegóły | Szczegóły                                                                                               |
| -------------- | -------------------------------------------------------------------- | --------------- | --- | --- |
| Godzina: 18:30 | J. Pekarčík (PP) 15:52 P. Masnica (PP) 51:51 R. Kukumberg (EQ) 53:59 | (1:3, 0:0, 2:2) | 04:35 (PP) T. Lindstein 10:39 (PP) A. Sandin Pellikka 16:44 (EQ) D. Edstrom 56:14 (EQ) A. Wahlberg 59:54 (EQ/ENG) F. Unger Sörum | Widzów: 1287 Sędzia główny: Geoffrey Barcelo Nolan Bloyer Sędziowie liniowi: Nicolas Boivin Markus Merk |
| Godzina: 18:30 | 6 min. kar                                                           |                 | 10 min. kar | Widzów: 1287 Sędzia główny: Geoffrey Barcelo Nolan Bloyer Sędziowie liniowi: Nicolas Boivin Markus Merk |

| 22 kwietnia 2023 | Niemcy | 1:7 | Czechy | Raiffeisen Arena, Porrentruy |

| Szczegóły      | Szczegóły            | Szczegóły       | Szczegóły | Szczegóły                                                                                               |
| -------------- | -------------------- | --------------- | --- | --- |
| Godzina: 17:00 | L. Brandl (EQ) 56:42 | (0:3, 0:3, 1:1) | 02:15 (PP) A. Židlický 10:08 (SH) E. Šalé 13:09 (PS) E. Šalé 20:36 (EQ) J. Dvořák 23:19 (EQ) V. Hradec 25:41 (EQ) V. Hradec 58:58 (EQ) D. Petr | Widzów: 787 Sędzia główny: Dominic Cadieux Daniel Eriksson Sędziowie liniowi: Emil Dalsgaard Oto Durmis |
| Godzina: 17:00 | 33 min. kar          |                 | 16 min. kar | Widzów: 787 Sędzia główny: Dominic Cadieux Daniel Eriksson Sędziowie liniowi: Emil Dalsgaard Oto Durmis |

| 23 kwietnia 2023 | Słowacja | 3:4 | Kanada | Raiffeisen Arena, Porrentruy |

| Szczegóły      | Szczegóły                                                           | Szczegóły       | Szczegóły                                                                                | Szczegóły                                                                                               |
| -------------- | ------------------------------------------------------------------- | --------------- | ---------------------------------------------------------------------------------------- | --- |
| Godzina: 13:00 | D. Dvorský (EQ) 37:31 P. Císar (EQ) 42:24 J. Pekarčík (EQ/EA) 59:10 | (0:1, 1:2, 2:1) | 00:50 (EQ) C. Barlow 23:28 (EQ) C. Ritchie 34:50 (SH) P. Martone 53:05 (PP) M. Celebrini | Widzów: 1751 Sędzia główny: Geoffrey Barcelo Luděk Pilný Sędziowie liniowi: Emil Dalsgaard Lukáš Rampír |
| Godzina: 13:00 | 8 min. kar                                                          |                 | 6 min. kar                                                                               | Widzów: 1751 Sędzia główny: Geoffrey Barcelo Luděk Pilný Sędziowie liniowi: Emil Dalsgaard Lukáš Rampír |

| 23 kwietnia 2023 | Szwecja | 2:0 | Czechy | Raiffeisen Arena, Porrentruy |

| Szczegóły      | Szczegóły                                           | Szczegóły       | Szczegóły   | Szczegóły                                                                                                |
| -------------- | --------------------------------------------------- | --------------- | ----------- | --- |
| Godzina: 17:00 | T. Willander (PP2) 48:12 O. Stenberg (EQ/ENG) 59:55 | (0:0, 0:0, 2:0) |             | Widzów: 1558 Sędzia główny: Martin Jobbágy Lukas Kohlmüller Sędziowie liniowi: Markus Merk Simon Riecken |
| Godzina: 17:00 | 8 min. kar                                          |                 | 10 min. kar | Widzów: 1558 Sędzia główny: Martin Jobbágy Lukas Kohlmüller Sędziowie liniowi: Markus Merk Simon Riecken |

| 24 kwietnia 2023 | Niemcy | 4:6 | Słowacja | Raiffeisen Arena, Porrentruy |

| Szczegóły      | Szczegóły                                                                                 | Szczegóły       | Szczegóły | Szczegóły                                                                                              |
| -------------- | ----------------------------------------------------------------------------------------- | --------------- | --- | --- |
| Godzina: 18:30 | N. Panocha (PP) 17:17 J. Sumpf (PP) 21:32 V. Schreiner (EQ/EA) 26:02 K. Bicker (EQ) 29:16 | (1:1, 3:2, 0:3) | 15:09 (PP) D. Dvorský 22:31 (EQ) D. Jenčko 36:00 (EQ) D. Dvorský 51:37 (EQ) D. Dvorský 57:37 (PP) D. Dvorský 59:20 (PP/ENG) J. Pekarčík | Widzów: 548 Sędzia główny: Nolan Bloyer Riku Brander Sędziowie liniowi: Nicolas Boivin Shane Gustafson |
| Godzina: 18:30 | 31 min. kar                                                                               |                 | 10 min. kar | Widzów: 548 Sędzia główny: Nolan Bloyer Riku Brander Sędziowie liniowi: Nicolas Boivin Shane Gustafson |

| 25 kwietnia 2023 | Szwecja | 3:0 | Niemcy | Raiffeisen Arena, Porrentruy |

| Szczegóły      | Szczegóły                                                          | Szczegóły       | Szczegóły   | Szczegóły                                                                                                |
| -------------- | ------------------------------------------------------------------ | --------------- | ----------- | --- |
| Godzina: 14:30 | D. Edstrom (PP) 50:42 J. Sumpf (PP) 56:31 G. Kangas (EQ/ENG) 58:14 | (0:0, 0:0, 3:0) |             | Widzów: 2653 Sędzia główny: Christian Ofner Loic Ruprecht Sędziowie liniowi: Nicolas Boivin Lukáš Rampír |
| Godzina: 14:30 | 2 min. kar                                                         |                 | 10 min. kar | Widzów: 2653 Sędzia główny: Christian Ofner Loic Ruprecht Sędziowie liniowi: Nicolas Boivin Lukáš Rampír |

| 25 kwietnia 2023 | Czechy | 3:8 | Kanada | Raiffeisen Arena, Porrentruy |

| Szczegóły      | Szczegóły                                                        | Szczegóły       | Szczegóły | Szczegóły                                                                                                  |
| -------------- | ---------------------------------------------------------------- | --------------- | --- | --- |
| Godzina: 18:30 | E. Šalé (PP) 30:04 J. Felcman (EQ) 37:18 M. Matějíček (EQ) 56:25 | (0:2, 2:3, 1:3) | 17:16 (EQ) C. Barlow 17:40 (EQ) M. Wood 20:14 (EQ) M. Wood 33:32 (PP) M. Wood 38:24 (EQ) T. Halaburda 42:54 (EQ) P. Martone 44:49 (PP) N. Lardis 52:39 (EQ) L. Dragicevic | Widzów: 1586 Sędzia główny: Daniel Eriksson Micha Hebeisen Sędziowie liniowi: Markus Merk Dominik Schlegel |
| Godzina: 18:30 | 8 min. kar                                                       |                 | 29 min. kar | Widzów: 1586 Sędzia główny: Daniel Eriksson Micha Hebeisen Sędziowie liniowi: Markus Merk Dominik Schlegel |

Tabela
| Lp. | Zespół   | M | Pkt | Z | Zd | Pd | P | G+ | G- | +/− |
| --- | -------- | - | --- | - | -- | -- | - | -- | -- | --- |
| 1.  | Szwecja  | 4 | 12  | 4 | 0  | 0  | 0 | 18 | 3  | +15 |
| 2.  | Kanada   | 4 | 9   | 3 | 0  | 0  | 1 | 20 | 14 | +6  |
| 3.  | Słowacja | 4 | 5   | 1 | 1  | 0  | 2 | 15 | 15 | 0   |
| 4.  | Czechy   | 4 | 4   | 1 | 0  | 1  | 2 | 12 | 14 | -2  |
| 5.  | Niemcy   | 4 | 0   | 0 | 0  | 0  | 4 | 5  | 24 | -19 |

    = awans do ćwierćfinałów     = baraż o utrzymanie
Grupa B
| 20 kwietnia 2023 | Stany Zjednoczone | 7:1 | Łotwa | St. Jakob Arena, Bazylea |

| Szczegóły      | Szczegóły | Szczegóły       | Szczegóły              | Szczegóły                                                                                                 |
| -------------- | --- | --------------- | ---------------------- | --- |
| Godzina: 16:00 | C. Eiserman (PP) 20:59 R. Leonard (PP) 30:05 W. Smith (EQ) 34:15 O. Moore (PP) 40:22 W. Smith (PP2) 44:05 S. Guzzo (EQ) 54:15 Z. Schulz (EQ) 55:29 | (0:0, 3:0, 4:1) | 41:43 (SH) V. Niedrājs | Widzów: 810 Sędzia główny: Geoffrey Barcelo Riku Brander Sędziowie liniowi: Markus Merk Tobias Nordlander |
| Godzina: 16:00 | 8 min. kar |                 | 39 min. kar            | Widzów: 810 Sędzia główny: Geoffrey Barcelo Riku Brander Sędziowie liniowi: Markus Merk Tobias Nordlander |

| 20 kwietnia 2023 | Finlandia | 4:2 | Szwajcaria | St. Jakob Arena, Bazylea |

| Szczegóły      | Szczegóły                                                                                   | Szczegóły       | Szczegóły                                    | Szczegóły                                                                                         |
| -------------- | ------------------------------------------------------------------------------------------- | --------------- | -------------------------------------------- | ------------------------------------------------------------------------------------------------- |
| Godzina: 20:00 | E. Järventie (PP) 25:41 T. Leppä (EQ) 26:16 K. Halttunen (EQ) 51:41 J. Nurmi (EQ/ENG) 57:59 | (0:0, 2:2, 2:0) | 36:07 (PP) L. Braillard 38:24 (EQ) M. Wagner | Widzów: 1988 Sędzia główny: Nolan Bloyer Luděk Pilný Sędziowie liniowi: Nicolas Boivin Oto Durmis |
| Godzina: 20:00 | 10 min. kar                                                                                 |                 | 12 min. kar                                  | Widzów: 1988 Sędzia główny: Nolan Bloyer Luděk Pilný Sędziowie liniowi: Nicolas Boivin Oto Durmis |

| 21 kwietnia 2023 | Łotwa | 2:5 | Finlandia | St. Jakob Arena, Bazylea |

| Szczegóły      | Szczegóły                                      | Szczegóły       | Szczegóły | Szczegóły |
| -------------- | ---------------------------------------------- | --------------- | --- | --- |
| Godzina: 16:00 | V. Niedrājs (EQ) 44:52 M. Streikišs (PP) 53:59 | (0:1, 0:3, 2:1) | 01:25 (EQ) R. Kumpulainen 30:53 (PP) T. Hynninen 37:12 (EQ) K. Halttunen 38:07 (EQ) T. Uronen 46:12 (EQ) R. Kumpulainen | Widzów: 342 Sędzia główny: Dominic Cadieux Daniel Eriksson Sędziowie liniowi: Shane Gustafson Dominik Schlegel |
| Godzina: 16:00 | 4 min. kar                                     |                 | 6 min. kar | Widzów: 342 Sędzia główny: Dominic Cadieux Daniel Eriksson Sędziowie liniowi: Shane Gustafson Dominik Schlegel |

| 21 kwietnia 2023 | Norwegia | 0:5 | Szwajcaria | St. Jakob Arena, Bazylea |

| Szczegóły      | Szczegóły   | Szczegóły       | Szczegóły                                                                                                   | Szczegóły                                                                                            |
| -------------- | ----------- | --------------- | --- | --- |
| Godzina: 20:00 |             | (0:2, 0:2, 0:1) | 07:58 (EQ) A. Kaderli 12:51 (PP) R. Meier 27:30 (EQ) J. Dorthe 31:04 (EQ) E. Schneller 59:14 (EQ) M. Wagner | Widzów: 2126 Sędzia główny: Riku Brander Adam Kika Sędziowie liniowi: Tobias Nordlander Lukáš Rampír |
| Godzina: 20:00 | 16 min. kar |                 | 14 min. kar                                                                                                 | Widzów: 2126 Sędzia główny: Riku Brander Adam Kika Sędziowie liniowi: Tobias Nordlander Lukáš Rampír |

| 22 kwietnia 2023 | Norwegia | 1:12 | Stany Zjednoczone | St. Jakob Arena, Bazylea |

| Szczegóły      | Szczegóły           | Szczegóły       | Szczegóły | Szczegóły                                                                                             |
| -------------- | ------------------- | --------------- | --- | --- |
| Godzina: 19:00 | E. Vatne (EQ) 25:35 | (0:4, 1:5, 0:3) | 01:45 (PP) C. Eiserman 03:54 (EQ) G. Perreault 10:29 (EQ) C. Eiserman 13:04 (EQ) R. Leonard 26:05 (EQ) W. Smith 29:15 (EQ) G. Perreault 31:42 (EQ) C. Eiserman 32:37 (EQ) D. Nelson 33:10 (EQ) G. Perreault 45:19 (SH) C. Slaggert 48:34 (PP) C. Eiserman 54:10 (EQ) O. Moore | Widzów: 732 Sędzia główny: Micha Hebeisen Lukas Kohlmüller Sędziowie liniowi: Niko Jusi Simon Riecken |
| Godzina: 19:00 | 6 min. kar          |                 | 8 min. kar | Widzów: 732 Sędzia główny: Micha Hebeisen Lukas Kohlmüller Sędziowie liniowi: Niko Jusi Simon Riecken |

| 23 kwietnia 2023 | Szwajcaria | 5:1 | Łotwa | St. Jakob Arena, Bazylea |

| Szczegóły      | Szczegóły | Szczegóły       | Szczegóły             | Szczegóły                                                                                                  |
| -------------- | --- | --------------- | --------------------- | --- |
| Godzina: 15:00 | J. Reber (EQ) 02:06 L. Braillard (SH) 18:13 E. Meier (EQ) 30:31 D. Ustinkov (PP) 44:23 L. Braillard (PP) 57:37 | (2:1, 1:0, 2:0) | 13:25 (PP) Ē. Mateiko | Widzów: 3277 Sędzia główny: Dominic Cadieux Christian Ofner Sędziowie liniowi: Niko Jusi Tobias Nordlander |
| Godzina: 15:00 | 10 min. kar |                 | 8 min. kar            | Widzów: 3277 Sędzia główny: Dominic Cadieux Christian Ofner Sędziowie liniowi: Niko Jusi Tobias Nordlander |

| 23 kwietnia 2023 | Stany Zjednoczone | 8:4 | Finlandia | St. Jakob Arena, Bazylea |

| Szczegóły      | Szczegóły | Szczegóły       | Szczegóły                                                                                      | Szczegóły |
| -------------- | --- | --------------- | ---------------------------------------------------------------------------------------------- | --- |
| Godzina: 19:00 | O. Moore (EQ) 01:04 A. Minnetian (EQ) 03:45 C. Eiserman (PP) 23:58 J. Hagens (EQ) 28:22 W. Smith (EQ) 38:54 C. Terrance (PP) 43:00 G. Perreault (EQ) 55:14 R. Leonard (EQ) 59:01 | (2:2, 3:1, 3:1) | 13:58 (PP) K. Helenius 19:22 (EQ) A. Alasiurua 33:19 (EQ) K. Halttunen 43:10 (EQ) J. Kiiskinen | Widzów: 1442 Sędzia główny: Daniel Eriksson Loic Ruprecht Sędziowie liniowi: Shane Gustafson Dominik Schlegel |
| Godzina: 19:00 | 8 min. kar |                 | 6 min. kar                                                                                     | Widzów: 1442 Sędzia główny: Daniel Eriksson Loic Ruprecht Sędziowie liniowi: Shane Gustafson Dominik Schlegel |

| 24 kwietnia 2023 | Łotwa | 1:0 | Norwegia | St. Jakob Arena, Bazylea |

| Szczegóły      | Szczegóły          | Szczegóły       | Szczegóły  | Szczegóły                                                                                        |
| -------------- | ------------------ | --------------- | ---------- | ------------------------------------------------------------------------------------------------ |
| Godzina: 20:00 | T. Mots (EQ) 53:03 | (0:0, 0:0, 1:0) |            | Widzów: 372 Sędzia główny: Micha Hebeisen Adam Kika Sędziowie liniowi: Emil Dalsgaard Oto Durmis |
| Godzina: 20:00 | 8 min. kar         |                 | 4 min. kar | Widzów: 372 Sędzia główny: Micha Hebeisen Adam Kika Sędziowie liniowi: Emil Dalsgaard Oto Durmis |

| 25 kwietnia 2023 | Szwajcaria | 0:10 | Stany Zjednoczone | St. Jakob Arena, Bazylea |

| Szczegóły      | Szczegóły  | Szczegóły       | Szczegóły | Szczegóły                                                                                           |
| -------------- | ---------- | --------------- | --- | --------------------------------------------------------------------------------------------------- |
| Godzina: 16:00 |            | (0:4, 0:2, 0:4) | 00:15 (EQ) D. Fortescue 16:11 (EQ) C. Eiserman 16:27 (EQ) R. Leonard 19:07 (EQ) C. Eiserman 20:49 (EQ) G. Perreault 31:56 (PP) R. Leonard 41:00 (EQ) W. Smith 46:37 (EQ) R. Leonard 47:52 (PS) Z. Buium 55:32 (EQ) O. Moore | Widzów: 2091 Sędzia główny: Riku Brander Martin Jobbágy Sędziowie liniowi: Oto Durmis Simon Riecken |
| Godzina: 16:00 | 4 min. kar |                 | 6 min. kar | Widzów: 2091 Sędzia główny: Riku Brander Martin Jobbágy Sędziowie liniowi: Oto Durmis Simon Riecken |

| 25 kwietnia 2023 | Finlandia | 10:2 | Norwegia | St. Jakob Arena, Bazylea |

| Szczegóły      | Szczegóły | Szczegóły       | Szczegóły                                      | Szczegóły                                                                                              |
| -------------- | --- | --------------- | ---------------------------------------------- | --- |
| Godzina: 20:00 | J. Kiiskinen (EQ) 01:09 T. Leppä (SH) 06:29 V. Väisänen (EQ) 12:30 J. Kiiskinen (EQ) 14:45 N. Muhonen (EQ) 30:30 E. Järventie (EQ) 31:23 K. Halttunen (EQ) 32:49 R. Kumpulainen (PP) 39:46 K. Halttunen (PP) 55:18 K. Helenius (EQ) 58:34 | (4:1, 4:0, 2:1) | 15:54 (PP) O. Indergaard 44:35 (SH) F. Granath | Widzów: 831 Sędzia główny: Lukas Kohlmüller Luděk Pilný Sędziowie liniowi: Niko Jusi Tobias Nordlander |
| Godzina: 20:00 | 6 min. kar |                 | 10 min. kar                                    | Widzów: 831 Sędzia główny: Lukas Kohlmüller Luděk Pilný Sędziowie liniowi: Niko Jusi Tobias Nordlander |

Tabela
| Lp. | Zespół            | M | Pkt | Z | Zd | Pd | P | G+ | G- | +/− |
| --- | ----------------- | - | --- | - | -- | -- | - | -- | -- | --- |
| 1.  | Stany Zjednoczone | 4 | 12  | 4 | 0  | 0  | 0 | 37 | 6  | +31 |
| 2.  | Finlandia         | 4 | 9   | 3 | 0  | 0  | 1 | 23 | 14 | +9  |
| 3.  | Szwajcaria        | 4 | 6   | 2 | 0  | 0  | 2 | 12 | 15 | -3  |
| 4.  | Łotwa             | 4 | 3   | 1 | 0  | 0  | 3 | 5  | 17 | -12 |
| 5.  | Norwegia          | 4 | 0   | 0 | 0  | 0  | 4 | 3  | 28 | -25 |

    = awans do ćwierćfinałów     = baraż o utrzymanie

## Turniej play-out
| 27 kwietnia 2023 | Niemcy | 1:6 | Norwegia | Raiffeisen Arena, Porrentruy |

| Szczegóły      | Szczegóły             | Szczegóły       | Szczegóły | Szczegóły                                                                                            |
| -------------- | --------------------- | --------------- | --- | --- |
| Godzina: 11:00 | P. Vinzens (EQ) 44:28 | (0:2, 0:2, 1:2) | 05:23 (EQ) O. Indergaard 07:52 (EQ) A. Sjøthun 34:46 (EQ) A. Klungtveit 38:37 (PP) E. Vatne 40:58 (EQ) E. Vatne 59:58 (PP) M. Støen | Widzów: 2236 Sędzia główny: Geoffrey Barcelo Luděk Pilný Sędziowie liniowi: Emil Dalsgaard Niko Jusi |
| Godzina: 11:00 | 35 min. kar           |                 | 10 min. kar | Widzów: 2236 Sędzia główny: Geoffrey Barcelo Luděk Pilný Sędziowie liniowi: Emil Dalsgaard Niko Jusi |

| 29 kwietnia 2023 | Norwegia | 3:2 | Niemcy | Raiffeisen Arena, Porrentruy |

| Szczegóły      | Szczegóły                                                        | Szczegóły       | Szczegóły                                    | Szczegóły |
| -------------- | ---------------------------------------------------------------- | --------------- | -------------------------------------------- | --- |
| Godzina: 11:00 | J. Myhre (PP) 05:02 P. Hagen (PP) 25:26 A. Klungtveit (EQ) 33:08 | (1:1, 2:0, 0:1) | 02:00 (PP) N. Panocha 59:52 (EQ/EA) J. Sumpf | Widzów: 409 Sędzia główny: Geoffrey Barcelo Nolan Bloyer Sędziowie liniowi: Tobias Nordlander Dominik Schlegel |
| Godzina: 11:00 | 4 min. kar                                                       |                 | 14 min. kar                                  | Widzów: 409 Sędzia główny: Geoffrey Barcelo Nolan Bloyer Sędziowie liniowi: Tobias Nordlander Dominik Schlegel |

## Faza pucharowa
Ćwierćfinały
| 27 kwietnia 2023 | Stany Zjednoczone | 4:1 | Czechy | St. Jakob Arena, Bazylea |

| Szczegóły      | Szczegóły                                                                         | Szczegóły       | Szczegóły          | Szczegóły |
| -------------- | --------------------------------------------------------------------------------- | --------------- | ------------------ | --- |
| Godzina: 12:30 | W. Smith (EQ) 12:54 R. Leonard (EQ) 29:07 D. Nelson (EQ) 54:07 W. Vote (EQ) 55:03 | (1:0, 1:0, 2:1) | 50:46 (EQ) D. Petr | Widzów: 654 Sędzia główny: Dominic Cadieux Lukas Kohlmüller Sędziowie liniowi: Tobias Nordlander Simon Riecken |
| Godzina: 12:30 | 2 min. kar                                                                        |                 | 6 min. kar         | Widzów: 654 Sędzia główny: Dominic Cadieux Lukas Kohlmüller Sędziowie liniowi: Tobias Nordlander Simon Riecken |

| 27 kwietnia 2023 | Finlandia | 2:3 | Słowacja | Raiffeisen Arena, Porrentruy |

| Szczegóły      | Szczegóły                                          | Szczegóły       | Szczegóły                                                       | Szczegóły |
| -------------- | -------------------------------------------------- | --------------- | --------------------------------------------------------------- | --- |
| Godzina: 15:00 | K. Halttunen (EQ) 45:53 E. Järventie (EQ/EA) 59:50 | (0:1, 0:2, 2:0) | 00:36 (EQ) D. Dvorský 22:50 (PP) P. Masnica 33:47 (EQ) A. Cedzo | Widzów: 2378 Sędzia główny: Daniel Eriksson Micha Hebeisen Sędziowie liniowi: Nicolas Boivin Shane Gustafson |
| Godzina: 15:00 | 4 min. kar                                         |                 | 6 min. kar                                                      | Widzów: 2378 Sędzia główny: Daniel Eriksson Micha Hebeisen Sędziowie liniowi: Nicolas Boivin Shane Gustafson |

| 27 kwietnia 2023 | Kanada | 7:3 | Szwajcaria | St. Jakob Arena, Bazylea |

| Szczegóły      | Szczegóły | Szczegóły       | Szczegóły                                                      | Szczegóły                                                                                        |
| -------------- | --- | --------------- | -------------------------------------------------------------- | ------------------------------------------------------------------------------------------------ |
| Godzina: 17:30 | M. Celebrini (PP) 16:42 C. Ritchie (EQ) 20:37 M. Wood (EQ) 24:53 A. Cristall (EQ) 26:53 M. Celebrini (EQ) 35:46 B. Catton (EQ) 37:00 A. Cristall (EQ) 42:04 | (1:1, 5:1, 1:1) | 17:16 (EQ) T. Bünzli 39:56 (EQ) M. Wagner 54:09 (EQ) M. Wagner | Widzów: 1498 Sędzia główny: Nolan Bloyer Riku Brander Sędziowie liniowi: Oto Durmis Lukáš Rampír |
| Godzina: 17:30 | 2 min. kar |                 | 10 min. kar                                                    | Widzów: 1498 Sędzia główny: Nolan Bloyer Riku Brander Sędziowie liniowi: Oto Durmis Lukáš Rampír |

| 27 kwietnia 2023 | Szwecja | 6:1 | Łotwa | Raiffeisen Arena, Porrentruy |

| Szczegóły      | Szczegóły | Szczegóły       | Szczegóły              | Szczegóły                                                                                           |
| -------------- | --- | --------------- | ---------------------- | --------------------------------------------------------------------------------------------------- |
| Godzina: 20:00 | N. Nordh (EQ) 04:17 D. Edstrom (EQ) 17:42 O. Stenberg (PP) 23:11 N. Dower Nilsson (PP) 35:54 O. Stenberg (EQ/EA) 40:42 S. Zether (EQ) 58:56 | (2:0, 2:1, 2:0) | 29:57 (PP2) D. Livšics | Widzów: 572 Sędzia główny: Martin Jobbágy Adam Kika Sędziowie liniowi: Markus Merk Dominik Schlegel |
| Godzina: 20:00 | 8 min. kar |                 | 4 min. kar             | Widzów: 572 Sędzia główny: Martin Jobbágy Adam Kika Sędziowie liniowi: Markus Merk Dominik Schlegel |

Półfinały
| 29 kwietnia 2023 | Stany Zjednoczone | 7:1 | Słowacja | St. Jakob Arena, Bazylea |

| Szczegóły      | Szczegóły | Szczegóły       | Szczegóły             | Szczegóły                                                                                                  |
| -------------- | --- | --------------- | --------------------- | --- |
| Godzina: 15:00 | W. Smith (EQ) 04:16 C. Hutson (EQ) 14:18 W. Smith (PP) 19:26 W. Smith (EQ) 20:50 S. Guzzo (EQ) 23:44 D. Nelson (EQ) 57:15 C. Eiserman (PP) 58:45 | (3:0, 2:1, 2:0) | 31:16 (EQ) D. Dvorský | Widzów: 2475 Sędzia główny: Dominic Cadieux Daniel Eriksson Sędziowie liniowi: Nicolas Boivin Lukáš Rampír |
| Godzina: 15:00 | 8 min. kar |                 | 33 min. kar           | Widzów: 2475 Sędzia główny: Dominic Cadieux Daniel Eriksson Sędziowie liniowi: Nicolas Boivin Lukáš Rampír |

| 29 kwietnia 2023 | Szwecja | 7:2 | Kanada | St. Jakob Arena, Bazylea |

| Szczegóły      | Szczegóły | Szczegóły       | Szczegóły                                       | Szczegóły                                                                                             |
| -------------- | --- | --------------- | ----------------------------------------------- | --- |
| Godzina: 19:00 | T. Willander (PP) 06:59 D. Edstrom (EQ) 14:34 O. Stenberg (EQ) 23:57 D. Edstrom (EQ) 32:47 A. Wahlberg (PP) 34:01 O. Stenberg (EQ) 38:50 Z. Forsfjäll (PP) 53:54 | (2:2, 4:0, 1:0) | 04:31 (PP) M. Celebrini 14:07 (EQ) A. MacDonell | Widzów: 1585 Sędzia główny: Riku Brander Micha Hebeisen Sędziowie liniowi: Oto Durmis Shane Gustafson |
| Godzina: 19:00 | 70 min. kar |                 | 18 min. kar                                     | Widzów: 1585 Sędzia główny: Riku Brander Micha Hebeisen Sędziowie liniowi: Oto Durmis Shane Gustafson |

Mecz o trzecie miejsce
| 30 kwietnia 2023 | Kanada | 4:3 pd. | Słowacja | St. Jakob Arena, Bazylea |

| Szczegóły      | Szczegóły                                                                                  | Szczegóły            | Szczegóły                                                      | Szczegóły                                                                                              |
| -------------- | ------------------------------------------------------------------------------------------ | -------------------- | -------------------------------------------------------------- | --- |
| Godzina: 15:00 | M. Celebrini (EQ) 30:23 C. Barlow (EQ) 39:47 M. Wood (EQ/EA) 58:50 M. Celebrini (EQ) 67:51 | (0:0, 2:1, 1:2, 1:0) | 38:45 (PP) D. Dvorský 41:28 (EQ) P. Císar 55:33 (EQ) D. Jenčko | Widzów: 2598 Sędzia główny: Riku Brander Daniel Eriksson Sędziowie liniowi: Oto Durmis Shane Gustafson |
| Godzina: 15:00 | 14 min. kar                                                                                |                      | 6 min. kar                                                     | Widzów: 2598 Sędzia główny: Riku Brander Daniel Eriksson Sędziowie liniowi: Oto Durmis Shane Gustafson |

Finał
| 30 kwietnia 2023 | Stany Zjednoczone | 3:2 pd. | Szwecja | St. Jakob Arena, Bazylea |

| Szczegóły      | Szczegóły                                                         | Szczegóły            | Szczegóły                                   | Szczegóły                                                                                                 |
| -------------- | ----------------------------------------------------------------- | -------------------- | ------------------------------------------- | --- |
| Godzina: 19:00 | D. Nelson (EQ) 49:44 C. Terrance (PP) 56:44 R. Leonard (EQ) 62:20 | (0:1, 0:1, 2:0, 1:0) | 09:33 (EQ) E. Ståhlberg 26:14 (PP) N. Nordh | Widzów: 4342 Sędzia główny: Dominic Cadieux Micha Hebeisen Sędziowie liniowi: Nicolas Boivin Lukáš Rampír |
| Godzina: 19:00 | 10 min. kar                                                       |                      | 4 min. kar                                  | Widzów: 4342 Sędzia główny: Dominic Cadieux Micha Hebeisen Sędziowie liniowi: Nicolas Boivin Lukáš Rampír |

## Statystyki indywidualne
- Klasyfikacja strzelców:  Cole Eiserman
 Will Smith: 9 goli[2]
- Klasyfikacja asystentów:  Gabe Perreault: 13 asyst[3]
- Klasyfikacja kanadyjska:  Will Smith: 20 punkty[4]
- Klasyfikacja kanadyjska obrońców:  Cole Hutson: 12 punktów[5]
- Klasyfikacja +/−:  Ryan Leonard: +16[6]
- Klasyfikacja skuteczności interwencji bramkarzy:  Noah Erliden: 94,48%[7]
- Klasyfikacja średniej goli straconych na mecz bramkarzy:  Noah Erliden: 1,49[7]
- Klasyfikacja minut kar:  Lua Niehus: 54 minut[8]

## Wyróżnienia indywidualne
- Najlepsi zawodnicy wybrani przez dyrektoriat turnieju[9]:
  - Najlepszy bramkarz:  Noah Erliden
  - Najlepszy obrońca:  Axel Sandin Pellikka
  - Najlepszy napastnik:  Will Smith

- Skład Gwiazd wybrany w głosowaniu dziennikarzy[10]:
  - Bramkarz:  Noah Erliden
  - Obrońcy:  Axel Sandin Pellikka,  Cole Hutson
  - Napastnicy:  Will Smith,  Dalibor Dvorský,  Otto Stenberg
  - Najbardziej Wartościowy Gracz (MVP):  Will Smith

## Klasyfikacja końcowa
| Msc. | Reprezentacja     |
| ---- | ----------------- |
|      | Stany Zjednoczone |
|      | Szwecja           |
|      | Kanada            |
| 4    | Słowacja          |
| 5    | Finlandia         |
| 6    | Szwajcaria        |
| 7    | Czechy            |
| 8    | Łotwa             |
| 9    | Norwegia          |
| 10   | Niemcy            |

| Spadek do I Dywizji Grupy A w 2024: | Niemcy     |
| Awans do turnieju MŚ Elity w 2024:  | Kazachstan |